# Simulium nyasalandicum
Simulium nyasalandicum es una especie de insecto del género Simulium, familia Simuliidae, orden Diptera.
Fue descrita científicamente por Meillon, 1930.